# Borolia texana
Borolia texana là một loài bướm đêm trong họ Noctuidae.